# Xicheng
Il distretto di Xicheng (cinese semplificato: 西城区; cinese tradizionale: 西城區; mandarino pinyin: Xīchéng Qū) uno dei due distretti del centro storico di Pechino, quello che ne copre la metà occidentale. Ha una superficie di 50,70 km² e una popolazione di 1 111 000 abitanti.